# Чобановка (Рышканский район)
Чобановка, Чебановка (рум. Ciobanovca) — село в Рышканском районе Молдавии. Наряду с селом Гринауцы входит в состав коммуны Гринауцы.

## География
Село расположено на высоте 111 метров над уровнем моря.

## Население
По данным переписи населения 2004 года, в селе Чобановка проживает 40 человек (16 мужчин, 24 женщины).
Этнический состав села:
| Национальность | Число жителей | Процентный состав |
| -------------- | ------------- | ----------------- |
| украинцы       | 23            | 57.5              |
| молдаване      | 11            | 27.5              |
| русские        | 6             | 15.0              |
| Всего          | 40            | 100%              |